# Pál levele az epheszosziakhoz

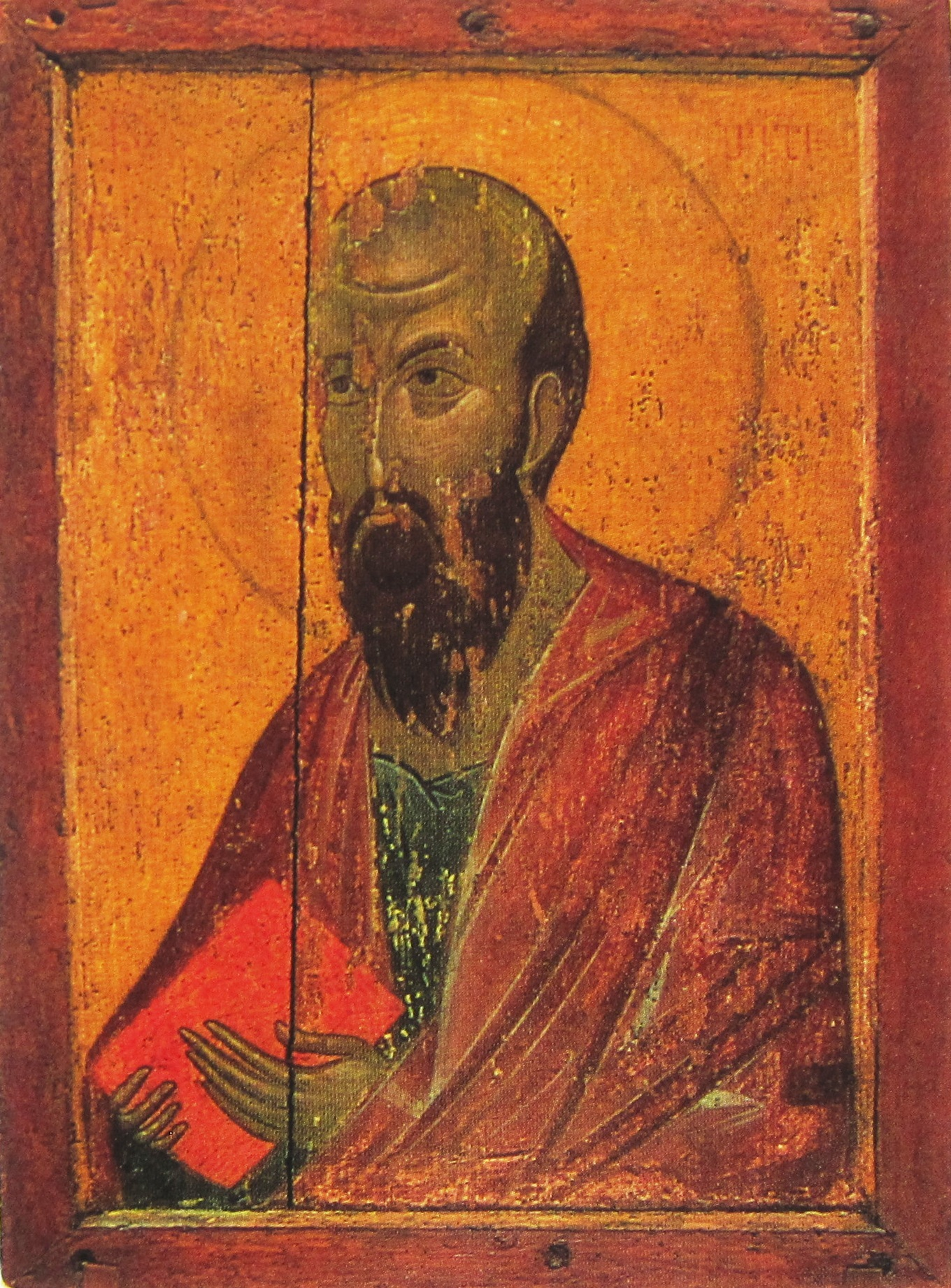
Pál Apostol (Ubisi ikon)

A Pál levele az epheszosziakhoz hagyományosan Pál apostolnak tulajdonított újtestamentumi kánoni irat. A páli szerzőségről nincs egyetértés az egzegéták között. Mára a kutatók többsége inkább a tanítványi szerzőséget tartja valószínűbbnek.

## Szerzősége
Hagyományosan a levél eleji bemutatkozás alapján  Pált jelölték meg egyedüli szerzőjeként. Az írás idején azonban egyértelműen börtönben van  és szenvedésekben van része. Hagyományosan ezt a „fogságlevelet” a kolosszébeliekhez, a filippiekhez és Filemonhoz írt levelekkel együtt egy római bebörtönzésre datálták, valószínűleg i.sz. 61-63 között. Mások egy korábbi bebörtönzésre apelláltak, talán Cézáreában.
A 19. század eleje óta azonban a kritikai tudósok nagy része Pál szerzőségét igencsak kétségbe vonja, a levél stílusát és szóhasználatát tekintve,(különösen a Kolosséhoz hasonlítva), az egyházról alkotott nézetét és az író által felhozott egyéb nézeteket. Mára úgy értelmezik, hogy a levelet valószínűleg egy hűséges tanítvány írta, hogy összefoglalja Pál tanítását és alkalmazza azt egy új helyzetre, tizenöt-huszonöt évvel az apostol halála után.

## Felépítése
A hat fejezetből álló levél első része (1-3) tanító jellegű. Elmondja, hogy az Isten által feltámasztott és felmagasztalt Jézus Krisztus az egyház feje, a megváltás kegyelmének közvetítője, a pogányokból és zsidókból álló hívők kibékítője és összekapcsolója.
A második rész (4-6) erkölcsi intelmeket tartalmaz. Buzdít az egyetértésre, a felebaráti szeretet gyakorlására és a bűnök kerülésére. Felsorolja a házastársak, a gyermekek és a szülők, a szolgák és az urak egymás iránti kötelességeit. A feleség engedelmeskedjék férjének, a férj szeresse feleségét, a gyermekek fogadjanak szót és tiszteljék szüleiket, a szülők pedig ne keserítsék, hanem neveljék gyermekeiket. A szolgák úgy engedelmeskedjenek uraiknak, mint magának Krisztusnak, a gazdák pedig ne fenyegetőzzenek.

## A levél kutatása
Mivel egyes kódexekben hiányzik a címzésből Efezus városának a neve, sokan úgy vélik, hogy azt szerzője nem kifejezetten Efezusnak, hanem több gyülekezetnek szánta, mások viszont Markión nyomán arra gondolnak, hogy a levél eredetileg a laodiceai keresztényeknek szólt.
Még több probléma vetődik fel a levél szerzőségét illetően. Stílusa eltér a korábbi páli levelek stílusától, másrészt viszont nagy része a Kolosszei levél egyszerű megismétlése. Ezért valószínű, hogy az Efezusi levelet Pál egyik ismeretlen tanítványa írta a Kolosszei levél felhasználásával. Keletkezési ideje bizonytalan, az I. század végére tehető.